# Claire Beckman
Claire Beckman (* 16. April 1961 in New York City, New York) ist eine US-amerikanische Schauspielerin.

## Leben
Die Schauspielerin übernahm einige Theaterrollen; unter anderen im Jahr 1988 die Titelrolle von Florence Nightingale im Theaterstück Saint Florence. Im gleichen Jahr spielte sie in ihrer ersten Fernsehrolle in der Fernsehserie All My Children. Im Filmdrama Fallout (1995) übernahm sie die Hauptrolle der ehrgeizigen Bankmanagerin Rachel; in der Komödie When (1999) spielte sie eine der größeren Rollen.
Im Filmdrama The Door in the Floor – Die Tür der Versuchung (2004) trat Beckman an der Seite von Jeff Bridges und Kim Basinger auf. In der Komödie The Tollbooth (2004), die mit einigen Festivalpreisen bedacht wurde, spielte sie eine der größeren Rollen. Eine größere Rolle übernahm sie auch neben Peter Falk, Paul Reiser, Olympia Dukakis und Elizabeth Perkins in der Komödie Reine Familiensache aus dem Jahr 2005.

## Filmografie (Auswahl)
- 1987–1988: All My Children (Fernsehserie)
- 1990–1992: As the World Turns (Fernsehserie)
- 1993: Bolje od bekstva
- 1995: Fallout
- 1999: When
- 2000: Pollock
- 2001: Revolution #9
- 2002: The Wormhole (Kurzfilm)
- 2004: The Door in the Floor – Die Tür der Versuchung (The Door in the Floor)
- 2005: Reine Familiensache (The Thing About My Folks)